# Traralgon Challenger 2013
Il Traralgon Challenger 2013 è stato un torneo di tennis facente parte della categoria ATP Challenger Tour nell'ambito dell'ATP Challenger Tour 2013. È stata l'edizione del torneo che si è giocata a Traralgon in Australia dal 28 ottobre al 3 novembre 2013 su campi in cemento e aveva un montepremi di $50,000.

## Partecipanti singolare

### Teste di serie
| Nazionalità   | Giocatore         | Ranking* | Testa di serie |
| ------------- | ----------------- | -------- | -------------- |
| Stati Uniti   | Bradley Klahn     | 128      | 1              |
| Australia     | James Duckworth   | 147      | 2              |
| Regno Unito   | James Ward        | 180      | 3              |
| Giappone      | Tatsuma Itō       | 191      | 4              |
| Australia     | Greg Jones        | 225      | 5              |
| Australia     | Matt Reid         | 232      | 6              |
| Australia     | Benjamin Mitchell | 242      | 7              |
| India         | Yuki Bhambri      | 287      | 8              |
| Nuova Zelanda | Jose Statham      | 295      | 9              |

- Ranking al 21 ottobre 2013.

### Altri partecipanti
Giocatori che hanno ricevuto una wild card:
- Maverick Banes
- Blake Mott
- Darren K. Polkinghorne
- Gavin van Peperzeel

Giocatori che sono passati dalle qualificazioni:
- Sean Berman
- Brendon Moore
- Bumpei Sato
- Richard Young
- Chanchai Sookton-Eng (lucky loser)

## Vincitori

### Singolare
Yuki Bhambri ha battuto in finale  Bradley Klahn con il punteggio di 6(13)–7, 6–3, 6–4.

### Doppio
Ryan Agar /  Adam Feeney hanno battuto in finale  Dane Propoggia /  Jose Rubin Statham con il punteggio di 6–3, 6–4.